# 御子柴佑梨
御子柴 佑梨（みこしば ゆり、1997年4月11日 - ）は競技麻雀のプロ雀士、歯科医師。日本プロ麻雀連盟所属。

## 来歴
長野県出身。信州大学教育学部附属長野中学校、長野県長野高等学校を経て、一浪の末に日本大学歯学部歯学科に進む。その一方で、父親がネット麻雀をしていたのを見て自分も麻雀教室などに通い麻雀を習得するうちに「麻雀に恋をした」という理由でプロ雀士も目指すようになり、大学在学中の2022年に日本プロ麻雀連盟のプロテストに合格し、プロ雀士となる。
2023年、第5期桜蕾戦にて決勝初進出。先に2勝した藤根梨沙を逆転して初のタイトルを獲得した。
一方で、日本大学卒業後、2024年には東京大学医学部附属病院での臨床研修を終え、歯科医師としても働いている。

## 挿話
- 父親は公務員だが、土地の賃貸料だけで暮らしていけるほどの収入があるという[1]。
- 元々は精神科医を目指していた。ある病院の精神病棟で、医者の耳を引きちぎった人がいるという話に興味を持ったためだという[1]。